# Morenito de Maracay
José Nelo Almidiciana,  dit  « Morenito de Maracay », né à Maracay (Venezuela, État d'Aragua) le 23 août 1955, est un matador vénézuélien.

## Présentation
Il débute en becerrada à 16 ans et en novillada piquée à 19 ans. Il s'installe en Espagne à partir de 1976. Il a déjà à son actif 8 novilladas au Venezuela et 54 en Espagne  au moment où il reçoit son alternative à Barcelone devant des taureaux de la ganadería Lisardo Sánchez . 

## Carrière
Morenito de Maracay commence alors une grande carrière, se montrant aussi brillant à la cape qu'à la muleta ou aux banderilles dont il s'est fait une spécialité. Il les pose souvent al quiebro, au point qu'on le surnomme « El Rey del quiebro » . 
Il torée d'ailleurs très souvent avec d'autres matadors-banderilleros : Luis Francisco Esplá,  Nimeño II, Victor Mendes. Il a également inventé un très grand nombre de passes de cape auxquelles  on n'a pas toujours donné un nom, tant il variait souvent.
Il a remporté de grands succès dans son propre pays, notamment le 28 octobre 1978 en compagnie de Nimeño II et de  El Niño de la Capea.
En France, il se présente pour la première fois à Aire-sur-l'Adour le 15 juin 1980 avec Manili, Tomás Campuzano, et avec le  rejoneador français Luc Jalabert.
Il confirme son alternative à Madrid le  31 mai 1981, avec pour parrain Luis Francisco Esplá, et pour témoin  Nimeño II. Et de nouveau il confirme à Mexico  le 12 mai 1985 avec Mariano Ramos pour parrain et pour témoin Jorge Gutiérrez  devant des taureaux de Salitrillo.
Au début des années 2000, Morenito de Maracay avait déjà dépassé 500 contrats en Europe, et 250 au Venezuela.